# Pustoryl vrcholičnatý
Pustoryl vrcholičnatý (Philadelphus × cymosus) je opadavý keř z čeledi hortenziovité. Je to kříženec známý pouze z kultury. Je to spíše vyšší typ pustorylu. Květy jsou čistě bílé. Charakterizuje jej zejména typ květenství a lysé semeníky květů. Pěstuje se v několika dosti různorodých kultivarech jako okrasný keř a je uváděn i z českých botanických zahrad. Nejčastěji pěstovaným kultivarem je 'Bouquet Blanc', známý též pod názvem 'Albatre'.

## Popis
Pustoryl vrcholičnatý je vzpřímený keř dorůstající obvykle výšky 2 až 3 metry, řidčeji nižší. Borka je hnědá. Pupeny jsou ukryté v bázích řapíků. Listy jsou vejčité, elipticky nebo podlouhle vejčité. Květy jsou nejčastěji po 3, případně jednotlivé, po 5 nebo až po 9. Květenství jsou charakteristická tím, že stopky spodních květů jsou prodloužené a někdy i větvené, proto se tento typ květenství označuje jako vrcholík. Kalich, češule a květní stopky jsou lysé. Čnělky jsou srostlé jen na bázi. Květy jsou slabě až silně vonící. Kvete v červnu.
Ostatní znaky jsou v rámci jednotlivých kultivarů dosti značně proměnlivé. Listy mohou být na spodní straně řídce chlupaté ('Amalthée'), lysé s chlupy pouze v paždí žilek ('Banniere'), chlupaté jen na žilnatině ('Bouquet Blanc') nebo lysé ('Perle Blanche'). Velikost listů se pohybuje v rozpětí od 1,5 do 10 cm, u převážné většiny kultivarů však přesahují 3 cm. Proměnlivý je i počet a velikost zubů na okraji čepele (od téměř celokrajných až po 15 zubů na každé straně), velikost květů (v rozpětí 2,5 až 5,5 cm v průměru). Borka může být neodlupčivá nebo papírovitě odlupčivá. Koruna květů je talířovitá nebo křížovitá, u některých kultivarů jsou květy poloplné nebo plné, s pomnoženými korunními lístky. Kultivar 'Umbellatus', přiřazovaný s výhradami rovněž k této skupině, má květy uspořádané po 10 až 15 v rozvolněných latách.

## Taxonomie
Okruh pustorylu vrcholičnatého tvoří dosti různorodou skupinu, k níž jsou jednotlivé kultivary často neznámého původu přiřazovány na základě kombinace znaků.

## Rozlišovací znaky
Ve skupině pustorylů vyššího vzrůstu a s většími listy je pustoryl vrcholičnatý specifikován lysým semeníkem a prodlouženými a často větvenými stopkami spodních květů v květenství. V rámci zahradních kultivarů řazených k danému taxonu však existují výjimky s nižším vzrůstem ('Conquete'), drobnými listy ('Campbell's Seedling', 'Velleda') či s převážně jednotlivými květy ('Amalthée', 'Velleda'). Od kultivarů pustorylu mnohokvětého (P. × polyanthus) se odlišuje ponejvíce jen podle lysého semeníku.

## Kultivary
- Philadelphus × cymosus 'Amalthée' (1923)
- Philadelphus × cymosus 'Banniere' (1906)
- Philadelphus × cymosus 'Bouquet Blanc' (1903), syn. 'Albatre'
- Philadelphus × cymosus 'Campbell's Seedling' (před 1933)
- Philadelphus × cymosus 'Conquete' (1903)
- Philadelphus × cymosus 'Dresden' (přibl. 1900)
- Philadelphus × cymosus 'Gladwyne' (1949)
- Philadelphus × cymosus 'Mer de Glace' (1907)
- Philadelphus × cymosus 'Monster' (?)
- Philadelphus × cymosus 'Nuée Blanche' (1903)
- Philadelphus × cymosus 'Perle Blanche' (1900)
- Philadelphus × cymosus 'Rosace' (1904)
- Philadelphus × cymosus 'Velléda' (1923)
- Philadelphus × cymosus 'Voile Lactée' (1905)[2][4]

## Význam
Pustoryl vrcholičnatý je poměrně zřídka pěstován jako okrasný keř. Z českých botanických zahrad a arboret jsou uváděny kultivary 'Bouquet Blanc' (syn. 'Albatre') a 'Velleda'.